# 2-й Мар'янівський провулок (Житомир)
2-й Мар'янівський провулок — провулок в Корольовському районі міста Житомир. 

## Розташування
Знаходиться на Мар'янівці, на теренах Смоківки. Бере початок від 2-ї Мар'янівської лінії. Прямує на північний схід. Закінчується у 7-му Транзитному провулку. Має перехрестя з 4-ю Мар'янівською лінією.

## Історія
На початку ХХ століття землі, де пізніше сформується провулок, належали до хутора «Марьяновка при Цмоковке» Левківської волості Житомирського повіту Волинської губернії. Провулок почав формуватися після Другої Світової війни. До 1958 року мав назву 2-й Мар'янівський проїзд. Наприкінці 1960-х років провулок та його садибна забудова сформовані.